# Ledofszky Gizella
Ledofszky Gizella (Székesfehérvár, 1876. május 5. – Balassagyarmat, 1963. január 25.) magyar színésznő, szubrett.

## Életútja
Ledofszky Ignác (1813–1903) magánzó és Strausz Josephine (1836–1895) leánya. Rákosi Szidi növendéke volt. 1895. május 11-én lépett színészi pályára Krecsányi Ignácnál, akitől később megvált. 1897–98-ban Pozsonyban és Temesváron játszott, innen 1899-ben a Magyar Színházhoz szerződött, ahol a Sulamith című operettben mint Abigail nagy sikert ért el. 1902. október 1-jén a Népszínház tagja lett, itt első fellépése november 7-én volt a Niobe című operettben. 1909 őszétől a Király Színház tagja volt, ahol az ő számára – mivel kis termetű volt – írta Márkus József A liliputi hercegnő című operettszöveget (zenéjét Hegyi Béla szerezte). 1911–12-ben tagja volt a Magyar Királyi Operaháznak. 1915 nyarán fellépett a Budai Színkörben, majd 1919-ben a Fővárosi Nyári Színházban. Mint operettprimadonna kellemes hangjával és élénk játékával tűnt ki.

## Fontosabb szerepei
- Abigail (Abraham Goldfaden: Sulamith)
- Hetty (Pásztor Árpád: Niobe)
- Pszt (Sziklay Kornél: Koldus és királyfi)
- Beatrix (Charles Lecocq: Nap és Hold)